# 青山ベルコモンズ
青山ベルコモンズ（あおやまベルコモンズ、Aoyama Bell Commons）は、東京都港区青山にかつてあった商業ビルである。いわゆるファッションビルのはしりとも言われ、初めは1976年（昭和51年）、当時の婦人服専門店大手、鈴屋によって企画・建設された。

## 概要
青山ベルコモンズは1976年（昭和51年）6月、婦人服飾を中心とした専門店型のショッピングセンター (SC) として東京都港区青山に開業した。当初の運営者は当時の婦人服専門店大手の鈴屋で、これは専門店が自ら本格的SCを運営した初めてのものであった。社内からは、過大投資であるとして反対する意見もあった。
所在地は青山通りと外苑西通りが交わる青山三丁目交差点であり、至近には東京メトロ銀座線外苑前駅がある。明るいブラウン色の建物を特徴とするベルコモンズは、この近辺におけるランドマークとなっており、内部には衣類店のほか、飲食店、家具店、デリ、ゴルフ教室、オフィスなどが入居している。最上階である11階には展示会などに使われるサロン、屋上にはテニスコートがある。
建物は地上11階・地下2階建で、黒川紀章設計事務所による設計は、「アーバン・ヒル（都市の中の丘）」をコンセプトとしており、周辺の景観にアクセントをつけ、低層階においては、それぞれの階と道路とを結ぶ外部階段が設けられ、好きなフロアに直接、自由に上がって楽しめるような構造になっている。外観は凹凸の多い下層部と、垂直な外壁の上層部とが対照的となっている。内部では、ひとつの階を二つに分けた「スキップフロア」構造が5階まで採用され、半階フロアは1階から3階まで吹き抜けとなった中央部分を取り囲む螺旋階段のように配置されている。この構造のため、重層のファッションビルにもかかわらずエスカレーターが存在せず、代わりに各階を見渡せるシースルーのエレベーターが設置されている。

## 沿革
1985年（昭和60年）、第一生命保険が青山ベルコモンズの土地・建物を、それまで所有者だったアサヒ土地開発から、約240億円で買収したことが報じられた。この買収額はバブル前だった当時において、既設ビルの売買としては日本国内で最大規模のものであった。
1997年（平成9年）、それまでビルの運営管理を行っていた鈴屋が和議申請をして事実上倒産、青山エイピーオー社がビルの企画運営を担当するようになった。
青山ベルコモンズは2000年（平成12年）、開業以来初めての全面改装を実施、営業面積を270m2増しの4,520m2とし、物販34店、飲食11店のテナントのうち23店を新規に導入した。この際には、従来対象としていた20代女性に加え、団塊ジュニアとその母親の年代層にも対象を加える戦略がとられた。
2012年（平成24年）、日米の不動産投資ファンドが共同出資した特定目的会社が第一生命保険から青山ベルコモンズを取得。
2014年（平成26年）3月30日を以ってファッションビルとしては閉館となり、38年の歴史に幕を下ろした。ビルそのものはオフィスビルとして再出発する予定であったが、2015年12月より解体された。閉館に伴い、ジャックスとの提携によるハウスカード「青山ベルコモンズカード」も同日付でサービスを終了し、2014年（平成26年）4月1日以降は使用できなくなっている。
2020年（令和2年）8月5日、跡地に三菱地所がオフィスやホテル、商業施設などを備えた地上20階建ての複合ビルとしてthe ARGYLE aoyama（ジ アーガイル アオヤマ）を建設。
ホテルのプロデュースはプラン・ドゥ・シーが行い、青山グランドホテル (THE AOYAMA GRAND HOTEL)を開業した。なお、青山ベルコモンズが青山のランドマークであった1970年〜80年頃のヴィンテージマンションをコンセプトにデザインされており、プラン・ドゥ・シーはホテルとしては東京初進出となった。

## 建物概要

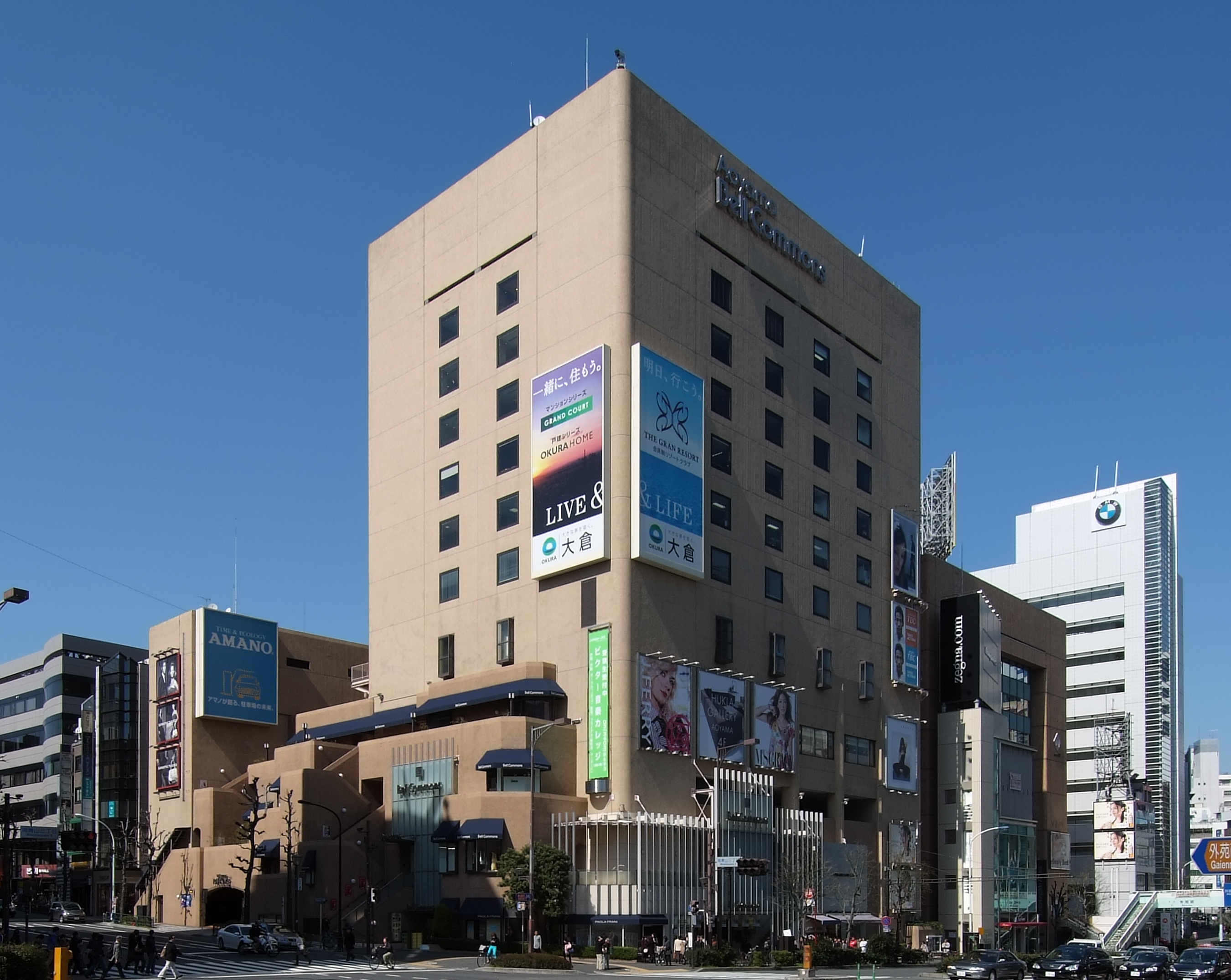
青山ベルコモンズ

- 地上11階、塔屋2階、地下1階、最高高さ48.35m
- 完成 - 1976年（昭和51年）6月1日
- 敷地面積 - 2,043m2
- 延床面積 - 15,164m2
- 立体駐車場 - 126台収容
- 施工 - 竹中工務店
- 管理 - 第一ビルディング[16][17]